# Rhabdotops
Rhabdotops is een geslacht van kevers uit de familie bladsprietkevers (Scarabaeidae). Het geslacht werd voor het eerst wetenschappelijk beschreven in 1981 door Jan Krikken.

## Soorten
- Rhabdotops insularis Krikken, 1981